# تری باور
تری باور شخصیتی تخیلی و ساختگی است که بازیگری این نقش را لسلی هوپ در سریال ۲۴ بر عهده دارد.

## معرفی شخصیت
تری باور در سال ۱۹۶۷ متولد شد. او همسر جک باور و مادر کیم باور است. او استاد هنرهای زیبا و تمرین هنر در دانشگاه کالیفورنیا است. همچنین او طراح آزاد معماری داخلی نیز می‌باشد.

## نقش تری باور
در ابتدای فصل ۱ این سریال، جک بعد از شش ماه جدایی (به دلیل اختلافات) از همسر خود به درخواست تری به خانه بازمی‌گردد تا در کنار خانواده‌اش زندگی کند. اما کیم با پدر و مادرش کنار نمی‌آید و شبانه از خانه فرار می‌کند تا با دوستان خود به خوش‌گذرانی بپردازد. جک نیز که توسط سی‌تی‌یو از احتمال یک حملهٔ تروریستی باخبر می‌شود سریع خود را به سی‌تی‌یو می‌رساند و تری نیز پس از این که مطلع می‌شود دخترش در خانه نیست، به دنبال او می‌رود. تری در جستجوی یورک با مردی آشنا می‌شود که ادعا می‌کند نامش آلن یورک است و پدر دختری است که دوست کیم(جنت) است. هم‌زمان کیم متوجه می‌شود که دزدیده شده و به مادرش با تلفن اطلاع می‌دهد. ربایندگان که دیگر به جنت احتیاج ندارند او را به شدت مورد ضرب و شتم قرار می‌دهند و بدن او را (که فکر می‌کنند مرده‌است) در خیابان می‌اندازند.جنت توسط یک نفر پیدا می‌شود و به بیمارستان انتقال داده می‌شود؛ ولی بعد از عمل توسط فردی که ادعا می‌کند پدر اوست (ولی پدرش نیست) به قتل می‌رسد. تری نیز وقتی که نینا مایرز به او اطلاع می‌دهد که جسد آلن یورک واقعی پیدا شده، می‌فهمد که آن مرد آلن یورک نیست و با تروریست‌ها هم‌ست است. آن مرد (که اسم واقعی‌اش کوین کارول است) نیز مطلع می‌شود که تری می‌داند او آلن یورک نیست. سپس تری به کارول کلک می‌زند و او را با سنگ می‌زند و با سیم او را به درخت می‌بندد. او به سی‌تی‌یو اطلاع می‌دهد تا بیایند و او را ببرند؛ ولی مأمورانی که می‌آیند از طرف سی‌تی‌یو نیستند، بلکه از طرف تروریست‌ها هستند. تری نیز دزدیده می‌شود و به پیش دخترش کیم که در اختیار تروریست‌هاست برده می‌شود. در پایان جک طی عملیاتی دختر و همسرش را نجات می‌دهد. وقتی که کیم و تری در بیمارستان هستند، مشخص می‌شود که تری از جک حامله‌است. در پایان که مشخص می‌شود نینا مایرز با تروریست‌ها هم‌دست بوده، نینا می‌خواهد تا به صورت پنهانی از سی‌تی‌یو خارج شود؛ ولی تری او را می‌بیند که دارد با زبان آلمانی با شخصی صحبت می‌کند. از پشت تلفن به نینا گفته می‌شود که نباید مدرکی به جا بگذارد تا او را به آلمان ربط دهد. برای همین نینا تری را به صندلی می‌بندد و تیری به شکم او می‌زند. وقتی جک تری را پیدا می‌کند می‌فهمد که تری مرده و در پایان ساعت به احترام مرگ تری باور بی‌صدا به پایان می‌رسد.
مرگ تری تأثیر زیادی بر زندگی جک می‌گذارد. تا جایی که در فصل ۲ او دیگر در سی‌تی‌یو کار نمی‌کند و دخترش کیم ۱۸ ماه با او حرف نزده چون او را مقصر مرگ مادرش می‌داند. همچنین به گفته برخی علت معتاد شدن جک به هروئین در فصل ۳ کنار آمدن با مرگ تری است. در ادامه فصل تونی آلمیدا به جک می‌گوید که مثل او نمی‌گذارد که شغلش باعث شود میشل را از دست بدهد. در فصل ۴، نام تری در طول رابطه جک با آدری به میان می‌آید. در فصل ۵، جک به دخترش کیم می‌گوید این که او را رها کرده از مرگ تری برایش سخت‌تر بوده‌است. در فصل ۶، جک به برادرش گرم باور می‌گوید آخرین باری که او را دیده، روز تشییع جنازه تری بوده‌است. در فصل ۷ هم تونی به جک می‌گوید که دولت تری را مانند میشل برای اهداف خویش کشت و این جمله آن‌قدر جک را عصبانی می‌کند که تا مرز کشتن تونی پیش می‌رود. همچنین در این فصل رنه به جک می‌گوید که آیا مرگ تری را احساس کرده یا فکر کرده فقط در آن زمان ضروری بوده؟ در ادامه لری ماس به کلوئی ابرایان می‌گوید که متعجب است چگونه بعد از این همه سال که دوست جک بوده، زنده مانده (اشاره به این که همه آشنایان جک کشته می‌شوند) و همچنین لری به جک می‌گوید که نمی‌گذارد بلایی که سر تری آمد سر رنه نیز بیاید؛ و در آخر در همان فصل ۷ مشخص می‌شود که کیم نام دخترش (نوهٔ جک) را به یاد مادرش «تری» گذاشته‌است.

## پایان‌های مختلف
برای آن که داستان پایان فصل ۱ لو نرود، برای انتهای فصل سکانس‌های مختلفی فیلم‌برداری شد.
- در یکی نینا به تری شلیک می‌کند و تری کشته می‌شود (پایان اصلی)
- در دیگری نینا به تری شلیک می‌کند، ولی تری فقط زخمی می‌شود و زنده می‌ماند. (هرگز پخش نشد)
- در دیگری نینا به تری شلیک نمی‌کند، فقط او را می‌بندد و او را بیهوش می‌کند (این قسمت جزء «سکانس‌های حذف شده» در DVD اصلی سریال موجود می‌باشد)[۲]